# Эберхард (герцог Франконии)
Эберхард (Эбергард) (нем. Eberhard, 885 — 23 октября 939) — граф в Гессенгау и в Перфгау (913—939), граф в Верхнем Лангау (913—928), маркграф Франконии (914—918), герцог Франконии (918—939) и герцог Лотарингии (926—928), сын Конрада Старшего и Глисмут Каринтийской, младший брат короля Германии Конрада I, представитель династии Конрадинов.

## Биография
Эберхард активно поддерживал своего брата Конрада I во время его правления в Германии (911-918), особенно в борьбе против герцога Баварии Арнульфа Злого и герцога Саксонии Генриха.
Видукинд Корвейский повествует, что Конрад, находясь при смерти, призвал к себе Эберхарда, уговорил его отказаться от королевских амбиций, поручил ему отнести к своему сопернику саксонскому герцогу Генриху королевские регалии, примириться с ним и посодействовать его избранию королём Германии.
Эберхард оставался верен королю Генриху I на протяжении всего его правления. В 926 году Генрих также временно вручил ему власть над беспокойным герцогством Лотарингией. За два года правления в нём Эберхарда ситуация там стабилизировалась. 
В 936 году Эберхард участвовал в избрании королём Германии Оттона I, сына Генриха Птицелова, но отношения между ним и новым королём сложились враждебные. Это было связано с тем, что Оттон стал вмешиваться в дела франконского герцога. Один из саксонских  феодалов, имевший ленное владение в Гессене, на границе с Саксонией, не хотел признавать Эберхарда своим сюзереном. В ответ на это Эберхард осадил его замок Эльмерн, спустя некоторое время захватил его и сжёг. Вскоре Оттон потребовал, чтобы обе стороны явились к королевскому суду в Магдебург. В суде Эберхард был приговорен к уплате штрафа, а каждый из его военачальников должен был публично принести на руках в Магдебург по дохлой собаке — такое наказание особенно сильно унижало франконскую знать в глазах саксонцев.
В 938 году Эберхард вместе со сводным братом Оттона I Танкмаром и герцогом Баварии Эберхардом подняли мятеж против короля. Мятежники принялись опустошать владения короля, желая вызвать его на бой. Они смогли также взять в плен его младшего брата Генриха. Однако, когда королевское войско подошло с Эресбургу, где засел со своим отрядом Танкмар, его гарнизон видя превосходство противника, открыл ему ворота, тем самым предав своего вождя. Танкмар попытался спрятаться в церкви, полагая, что святость места поможет сохранить ему жизнь. Там он сложил на алтарь оружие и золотую цепь — признак принадлежности к королевскому роду, продемонстрировав тем самым смирение и отказ от своих притязаний. Это ему не помогло — один из воинов Оттона насквозь пронзил его через окно копьём. Другой предводитель восстания Эберхард Баварский был изгнан из Баварии королём Оттоном и заменён на его дядю Бертольда. Узнав об этих событиях Эберхард Франконский заключил перемирие с Оттоном и принёс извинения Генриху, которого держал на положении пленника.
Перемирие длилось недолго и вскоре Эберхард вместе с младшим братом короля Генрихом и герцогом Лотарингии Гизельбертом подняли новый мятеж. Испытывая трудности, Оттон послал к Эберхарду для ведения переговоров своего эрцканцлера — архиепископа Майнца Фридриха, но восставшие выдвинули такие условия, которые король посчитал унизительными для себя. Архиепископ Фридрих ушёл от короля обиженным и вскоре перешёл на сторону Эберхарда и Гизельберта. 23 октября 939 года состоялась битва при Андернахе, закончившаяся победой Оттона. Когда часть армии восставших переправилась через Рейн, на оставшуюся часть неожиданно напала королевская армия. В это время герцоги Эберхард и Гизельберт ещё не переправились на другой берег, а находились на прежнем месте и развлекались игрой в кости. В завязавшейся схватке Эберхард пал после отчаянного сопротивления, а Гизельберт утонул при попытке бегства.
Эберхард не оставил после себя потомства, а герцогство Франкония было присоединено Оттоном к королевским владениям, таким образом оно оказалось под прямым управлением германского короля, а позже императора Священной Римской империи.